# Самуил Мику-Клайн
Самуил Мику-Клайн (на румънски: Samuil Micu-Klein) е румънски филолог и историк.
Роден е през 1745 година в Саду, Трансилвания, в семейството на униатски свещеник, а негов чичо е епископът на Фъгъраш Иноченциу Мику-Клайн. През 1762 година става член на Ордена на свети Василий Велики, след което учи във виенския колеж „Пазманеум“. Виден представител на Трансилванската школа, той живее във Виена, Блаж и Буда, като пише книги в областта на историята и превежда на румънски множество текстове, включително Библията.
Самуил Мику-Клайн умира на 13 май 1806 година в Буда.